# Neotheronia mesoxantha
Neotheronia mesoxantha là một loài tò vò trong họ Ichneumonidae.